# Learn to Fly
"Learn to Fly" é uma canção da banda Foo Fighters lançada em 1999 como primeiro single de seu álbum There Is Nothing Left to Lose. "Learn to Fly" é um dos mais bem sucedidos singles da banda, incluindo um pico na #19 posição no Billboard Hot 100 e da #1 posição no Modern Rock Tracks, derrotando o seu single "This Is a Call" que havia conseguido a #2 posição.

## Videoclipe
Filmado em Londres, na Inglaterra, o videoclipe da música tem lugar em um avião, parodiando o filme Airplane!. A princípio se escuta a canção "Everlong" e se pode ver os mecânicos (integrantes do Tenacious D, Jack Black e Kyle Gass). Os integrantes do Foo Fighters (Dave Grohl, Nate Mendel e Taylor Hawkins) interpretam o vídeo como vários personagens, incluindo passageiros, assistentes e pilotos. Ganhou o prêmio Grammy de "melhor videoclipe" em 2001.

## Lista de faixas
CD1:
1. "Learn to Fly"
2. "Iron and Stone" (Scott Weinrich)
3. "Have a Cigar" (Waters)

CD2:
1. "Learn to Fly"
2. "Make a Bet"
3. "Have a Cigar" (Waters)

## Paradas musicais
| País/Parada (1999–2000)                            | Melhor posição |
| -------------------------------------------------- | -------------- |
| Austrália (ARIA)                                   | 36             |
| Canadá (RPM Top Singles)                           | 13             |
| Canadá (RPM Rock/Alternative)                      | 1              |
| Países Baixos (Dutch Top 40)                       | 32             |
| Países Baixos (Single Top 100)                     | 72             |
| Nova Zelândia (Recorded Music NZ)                  | 23             |
| Escócia (Scottish Singles Chart)                   | 15             |
| Suécia (Sverigetopplistan)                         | 52             |
| Reino Unido (UK Singles Chart)                     | 21             |
| Estados Unidos (Billboard Hot 100)                 | 19             |
| Estados Unidos (Billboard Alternative Airplay)     | 1              |
| Estados Unidos (Billboard Mainstream Rock)         | 2              |
| Estados Unidos (Billboard Adult Alternative Songs) | 4              |
| Estados Unidos (Billboard Adult Top 40)            | 15             |
| Estados Unidos (Billboard Mainstream Top 40)       | 22             |
| País/Parada (2015)                                 | Melhor posição |
| Áustria (Ö3 Austria Top 75)                        | 69             |
| França (SNEP)                                      | 172            |
| Alemanha (Offizielle Deutsche Charts)              | 97             |
| Suíça (Schweizer Hitparade)                        | 41             |
| Reino Unido (OCC UK Rock and Metal)                | 2              |
| US Rock Digital Songs (Billboard)                  | 14             |
| País/Parada (2019)                                 | Melhor posição |
| Hungria (Single Top 40)                            | 19             |